# Pholcus medicus
Pholcus medicus är en spindelart som beskrevs av Senglet 1974. Pholcus medicus ingår i släktet Pholcus och familjen dallerspindlar.
Artens utbredningsområde är Iran. Inga underarter finns listade i Catalogue of Life.